# Alina Chan
Alina Chan est une biologiste moléculaire canadienne spécialisée dans la thérapie génique et le génie cellulaire au Broad Institute du MIT et de Harvard, où elle est postdoctorante. Dès les débuts de la pandémie de COVID-19, elle s'est fait connaitre comme « l'une des premières voix scientifiques » à remettre en question du consensus dominant sur les origines du virus. Elle juge nécessaire que l'on examine sérieusement l'hypothèse d'un accident de laboratoire ou d'une contamination lors de la collecte d'échantillons par les membres de l'Institut de virologie de Wuhan.